# Aubenasson
Aubenasson és un municipi francès situat al departament de la Droma i a la regió d'Alvèrnia-Roine-Alps. L'any 2007 tenia 62 habitants.

## Demografia

### Població
El 2007 la població de fet d'Aubenasson era de 62 persones. Hi havia 23 famílies de les quals 8 eren unipersonals (8 homes vivint sols), 4 parelles sense fills i 11 parelles amb fills.
La població ha evolucionat segons el següent gràfic:
Habitants censats

### Habitatges
El 2007 hi havia 29 habitatges, 21 eren l'habitatge principal de la família, 6 eren segones residències i 2 estaven desocupats. 26 eren cases i 3 eren apartaments. Dels 21 habitatges principals, 13 estaven ocupats pels seus propietaris i 8 estaven llogats i ocupats pels llogaters; 2 tenien dues cambres, 2 en tenien tres, 5 en tenien quatre i 12 en tenien cinc o més. 14 habitatges disposaven pel capbaix d'una plaça de pàrquing. A 6 habitatges hi havia un automòbil i a 13 n'hi havia dos o més.

### Piràmide de població
La piràmide de població per edats i sexe el 2009 era:
| Homes | Edats   | Dones |
| ----- | ------- | ----- |
| 0     | 95 o +  | 0     |
| 0     | 90 a 94 | 0     |
| 0     | 85 a 89 | 4     |
| 0     | 80 a 84 | 0     |
| 0     | 75 a 79 | 0     |
| 0     | 70 a 74 | 0     |
| 0     | 65 a 69 | 0     |
| 0     | 60 a 64 | 0     |
| 0     | 55 a 59 | 0     |
| 4     | 50 a 54 | 0     |
| 0     | 45 a 49 | 0     |
| 4     | 40 a 44 | 0     |
| 0     | 35 a 39 | 4     |
| 0     | 30 a 34 | 0     |
| 4     | 25 a 29 | 0     |
| 0     | 20 a 24 | 4     |
| 0     | 15 a 19 | 0     |
| 0     | 10 a 14 | 0     |
| 8     | 5 a 9   | 0     |
| 0     | 0 a 4   | 0     |

## Economia
El 2007 la població en edat de treballar era de 36 persones, 28 eren actives i 8 eren inactives. Les 28 persones actives estaven ocupades(15 homes i 13 dones).. De les 8 persones inactives 3 estaven jubilades, 3 estaven estudiant i 2 estaven classificades com a «altres inactius».
Activitats econòmiques
Dels 3 establiments que hi havia el 2007, 1 era d'una empresa de comerç i reparació d'automòbils i 2 d'empreses de serveis.
L'any 2000 a Aubenasson hi havia 11 explotacions agrícoles que ocupaven un total de 138 hectàrees.

## Poblacions més properes
El següent diagrama mostra les poblacions més properes.